# Pentaschistis aristifolia
Pentaschistis aristifolia là một loài thực vật có hoa trong họ Hòa thảo. Loài này được Schweick. mô tả khoa học đầu tiên năm 1938.